# Canton de Montceau-les-Mines-Sud
Le canton de Montceau-les-Mines-Sud est un ancien canton français situé dans le département de Saône-et-Loire et la région Bourgogne-Franche-Comté.

## Histoire
Le canton de Montceau-les-Mines-Sud a été créé par le décret du 2 août 1973 à la suite du démantèlement de l'ancien canton de Montceau-les-Mines.
Il a été supprimé par le décret du 18 février 2014 et son territoire a été partagé entre le canton de Montceau-les-Mines et celui de Saint-Vallier.

## Représentation
| Période | Période | Identité        | Étiquette | Qualité                                                                                        |
| ------- | ------- | --------------- | --------- | ---------------------------------------------------------------------------------------------- |
| 1973    | 2001    | André Faivre    | PCF       | Maçon Conseiller municipal de Montceau-les-Mines (1977-1995) puis adjoint au maire (1995-2001) |
| 2001    | 2015    | Alain Philibert | PCF       | Enseignant Maire de Saint-Vallier depuis 2000 Elu en 2015 dans le Canton de Saint-Vallier      |

## Composition
| Nom                            | Code Insee | Intercommunalité    | Population (dernière pop. légale)              |
| ------------------------------ | ---------- | ------------------- | ---------------------------------------------- |
| Montceau-les-Mines (chef-lieu) | 71306      | CU Creusot Montceau | Fraction : 3 253(2012) Commune : 18 902 (2014) |
| Saint-Vallier                  | 71486      | CU Creusot Montceau | 8 783 (2014)                                   |

## Démographie
| 1962 | 1968 | 1975 | 1982 | 1990 | 1999   | 2007   |
| ---- | ---- | ---- | ---- | ---- | ------ | ------ |
| -    | -    | -    | -    | -    | 13 385 | 12 374 |